# Gruppa B 1937
L'edizione 1937 della Gruppa B fu la 3ª della seconda serie del Campionato sovietico di calcio e vide la vittoria finale dello Spartak Leningrado.

## Stagione

### Formula
Era inizialmente prevista la conferma della formula adoperata nella precedente stagione, ma il CDKA Mosca, retrocesso dalla Gruppa B di autunno, cominciò la stagione in Gruppa B, ma il 4 agosto, per decisione del Comitato per l'educazione fisica e lo sport, quando già erano state disputate due gare, fu riammesso in Gruppa B.
I club partecipanti erano, dunque, solo sette: sei erano russe e una azera.
Le sette squadre si incontrarono tra di loro in gare andata e ritorno: il sistema prevedeva tre punti per la vittoria, due per il pareggio e uno per la sconfitta.
Vista la decisione di accorpare le tre prime serie (Gruppa B, Gruppa B e Gruppa V) di fatto non ci furono promozioni e retrocessioni, ma tutte le squadre furono ammesse alla Gruppa B 1938. Fece eccezione la Dinamo Kazan che non prese parte al campionato successivo.
Rispetto alla stagione passata, considerando la promozione e la retrocessione, l'unica promossa fu la Dinamo Kazan.

## Squadre partecipanti

### Profili
| Club                | Repubblica | Città          | Stagione precedente      |
| ------------------- | ---------- | -------------- | ------------------------ |
| Dinamo Kazan'       | RSFS Russa | Kazan'         | 1° in Gruppa V, promosso |
| Dinamo Rostov       | RSFS Russa | Rostov sul Don | 5° in Gruppa B           |
| Spartak Leningrado  | RSFS Russa | Leningrado     | 7° in Gruppa B           |
| Stalinec Leningrado | RSFS Russa | Leningrado     | 6° in Gruppa B           |
| Stalinec Mosca      | RSFS Russa | Mosca          | 3° in Gruppa B           |
| Temp Baku           | RSS Azera  | Mosca          | 2° in Gruppa B           |
| Torpedo Mosca       | RSFS Russa | Mosca          | 4° in Gruppa B           |

## Classifica finale
|  | Pos. | Squadra             | Pt | G  | V | N | P | GF | GS | DR  |
|  | ---- | ------------------- | -- | -- | - | - | - | -- | -- | --- |
|  | 1.   | Spartak Leningrado  | 26 | 12 | 6 | 2 | 4 | 19 | 13 | +6  |
|  | 2.   | Dinamo Rostov       | 26 | 12 | 6 | 2 | 4 | 19 | 14 | +5  |
|  | 3.   | Temp Baku           | 25 | 12 | 6 | 1 | 5 | 19 | 14 | +5  |
|  | 4.   | Stalinec Leningrado | 25 | 12 | 5 | 3 | 4 | 22 | 18 | +4  |
|  | 5.   | Stalinets Mosca     | 25 | 12 | 3 | 5 | 3 | 16 | 17 | -1  |
|  | 6.   | Torpedo Mosca       | 24 | 12 | 4 | 4 | 4 | 16 | 18 | -2  |
|  | 7.   | Dinamo Kazan        | 17 | 12 | 1 | 3 | 8 | 11 | 28 | -17 |

## Risultati
|                     | SPL | DRO | TEB | STL | STM | TOM | DKA |
| Spartak Leningrado  |     | 0-1 | 3-1 | 1-1 | 2-0 | 1-1 | 2-0 |
| Dinamo Rostov       | 3-1 |     | 0-0 | 2-0 | 3-1 | 1-3 | 2-0 |
| Temp Baku           | 3-2 | 2-1 |     | 2-1 | 2-0 | 0-1 | 6-0 |
| Stalinec Leningrado | 0-2 | 2-0 | 3-1 |     | 1-1 | 1-0 | 2-0 |
| Stalinec Mosca      | 0-2 | 2-0 | 1-0 | 5-4 |     | 2-0 | 1-1 |
| Torpedo Mosca       | 2-1 | 1-4 | 1-2 |     | 1-1 |     | 3-2 |
| Dinamo Kazan        | 1-2 | 2-2 | 1-0 | 2-5 | 1-2 | 1-1 |     |
| ------------------- | --- | --- | --- | --- | --- | --- | --- |